# Typhloerstedia anadonae
Typhloerstedia anadonae är en djurart som tillhör fylumet slemmaskar, och som beskrevs av Chernyshev 1999. Typhloerstedia anadonae ingår i släktet Typhloerstedia och familjen Oerstediidae. Inga underarter finns listade i Catalogue of Life.